# Хронологический список святых Русской православной церкви XVIII века
В списке представлены святые Русской православной церкви Московского патриархата, подвизавшиеся в XVIII веке. Хронология приводится по году упокоения.
| Святой/Святая                                     | Имя в миру                      | Дата рождения | Место рождения                             | Дата смерти | Место смерти                   | Примечания                                                  | Дата канонизации                                                 |
| ------------------------------------------------- | ------------------------------- | ------------- | ------------------------------------------ | ----------- | ------------------------------ | ----------------------------------------------------------- | ---------------------------------------------------------------- |
| Митрофан (в схиме Макарий) Воронежский, святитель | Михаил                          | 1623          | Антилохово (Владимирская губерния), Россия | 1703        | Воронеж, Россия                | епископ Воронежский                                         | 1832 (Православная российская церковь (ПРЦ))                     |
| Димитрий Ростовский, святитель                    | Даниил Саввич Туптало           | 1651          | Макарово, (Киевская земля), Россия         | 1709        | Ростов, Россия                 | митрополит Ростовский и Ярославский, богослов               | 1757 (ПРЦ)                                                       |
| Герасим II Александрийский, святитель             | Герасим Палладос                | XVII          | Крит, Греция                               | 1714        | Афон, Греция                   | патриарх Александрийский                                    | 2002 (Александрийская православная церковь)                      |
| Иоанн Тобольский, святитель                       | Иоанн Максимович Максимович     | 1651          | Нежин (Запорожская земля), Россия          | 1715        | Тобольск, Россия               | митрополит Тобольский                                       | 1916 (ПРЦ)                                                       |
| Иов (в схиме Иисус) Анзерский, преподобный        | Иоанн                           | 1635          | Москва, Россия                             | 1720        | Соловецкий монастырь, Россия   | схимонах                                                    | 1993 (Русская православная церковь (РПЦ))                        |
| Иоанн Русский, праведный                          | Иван                            | 1690          | Малороссия                                 | 1730        | Ургюп, Турция                  | исповедник                                                  | XIX (Константинопольский патриархат)                             |
| Иннокентий Иркутский, святитель                   | Иван Кульчицкий                 | 1680          | Чернигов, Россия                           | 1731        | Иркутск, Россия                | епископ Иркутский                                           | 1804 (ПРЦ)                                                       |
| Иоасаф Белгородский, святитель                    | Иоаким Андреевич Горленко       | 1705          | Прилуки (Полтавская губерния), Россия      | 1754        | Белгород, Россия               | епископ Белгородский                                        | 1911 (ПРЦ)                                                       |
| Василий Поляномерульский, преподобный             |                                 | 1692          | Малороссия (?)                             | 1767        | Пояна Мерулуй, Молдавия        | схимонах                                                    | 2003 (Румынская православная церковь)                            |
| Софроний Иркутский, святитель                     | Стефан Назарьевич Кристалевский | 1703          | Березань (Киевская земля), Россия          | 1771        | Иркутск, Россия                | епископ Иркутский                                           | 1918 (ПРЦ)                                                       |
| Арсений Ростовский, священномученик               | Александр Мацеевич              | 1697          | Владимир-Волынский, Речь Посполитая        | 1772        | Ревель, Россия                 | митрополит Ростовский и Ярославский                         | 2000 (РПЦ)                                                       |
| Паисий Хилендарский, преподобный                  |                                 | 1722          | Банско, Болгария                           | 1773        | Амбелино, Болгария             | монах, просветитель Болгарии                                | 1962 (Болгарская православная церковь)                           |
| Досифея Киевская, преподобная                     | Дарья Тяпкина                   | 1721          | Россия                                     | 1776        | Киев, Россия                   | монахиня, затворница                                        | 1993 (Украинская православная церковь (Московского патриархата)) |
| Косма Этолийский, равноапостольный                | Костанс                         | 1714          | Мегас-Дендрос (Этолия), Греция             | 1779        | Берат (Северный Эпир), Албания | иеромонах, мученик, убит мусульманами, просветитель Албании | 1961 (Константинопольский патриархат)                            |
| Тихон Задонский, святитель                        | Тимофей Савельевич Соколов      | 1724          | Короцко (Новгородская губерния), Россия    | 1783        | Воронеж, Россия                | епископ Воронежский и Задонский                             | 1861 (ПРЦ)                                                       |
| Александра Дивеевская, преподобная                | Агафья Семеновна Мельгунова     | 1730          | Рязань, Россия                             | 1789        | Дивеево, Россия                | монахиня                                                    | 2000 (РПЦ)                                                       |
| Онуфрий Воронский, преподобный                    |                                 | 1700          | Россия                                     | 1789        | Румыния                        | монах, отшельник                                            | 2005 (Румынская православная церковь)                            |
| Феодор Санаксарский, преподобный                  | Иван Игнатьевич Ушаков          | 1718          | Бурнаково (Ярославская губерния), Россия   | 1791        | Санаксарский монастырь, Россия | иеромонах                                                   | 1999 (РПЦ)                                                       |
| Паисий Молдавский, преподобный                    | Петр Величковский               | 1722          | Полтава, Россия                            | 1794        | Нямецкий монастырь, Румыния    | архимандрит                                                 | 1988 (РПЦ)                                                       |